# 張心漪
張心漪（1916年—），生於中國上海，作家與學者，曾任國立臺灣大學外國語文系教授。

## 生平
其父张其锽。其母亲聂其德，为聶緝槼与曾紀芬之女，曾國藩的外孫女。其弟張心洽，曾任中華開發公司總經理。
中華民國前財政部部長費驊之妻。早年生活於上海，后畢業於滬江大學。1949年后遷居台灣，任台灣大學外文系教授。

## 家庭
其夫費驊，兩人生下一女二子。長女费宗清，長子费宗澄，次子費宗浩。長女費宗清，嫁給企業家丁善理。

## 作品
翻譯過《媽媽的銀行存款》、《天倫樂》、《林肯外傳》、《殘百合》、《家政教育》、《少年遊》、《菩提樹》、《不連續的時代》、《美國名家書信選集》、《砂地郡曆誌》。
2008年出版回憶錄《心漪集》。